# Vitgumpad snöfink
Vitgumpad snöfink (Onychostruthus taczanowskii) är en bergslevande asiatisk fågel i familjen sparvfinkar inom ordningen tättingar. Den förekommer i mycket höga bergstrakter i Kina, ofta i kolonier intill pipharar. Beståndet anses vara livskraftigt.

## Utseende
Vitgumpad snöfink är en stor, 15-17 centimeter lång och spetsnäbbad snöfink med långa ben. Den har vit övergump, svart tygel, vit strupe och vitt ögonbrynsstreck. Den gråaktiga ovansidan är streckad.

## Läte
Lätet är ett vasst och ekande "duid duid". Samma ljud hörs också i sången, en kort och ljudlig serie, "duid-ai-duid duid duid ai", avgiven i lärklik sångflykt.

## Utbredning och systematik
Fågeln förekommer från Tibet till västra Kina (från Kokonor och bergen Nan Shan till Sichuan). Den placeras vanligen som ensam art i Onychostruthus men har tidvis inkluderats i Montifringilla. Den behandlas som monotypisk, det vill säga att den inte delas in i några underarter.

## Levnadssätt
Vitgumpad snöfink förekommer i höga bergstrakter på mellan 3800 och 4900 meters höjd, i torra och klippiga områden men även platt stäpp kring torra myrkanter. Den ses ofta i närheten av pipharekolonier. Fågeln lever huvudsakligen av små frön och insekter.
Vitgumpad snöfink häckar i enstaka par eller i små grupper. Den är starkt revirbunden där hanen visar upp sig med en böljande sångflykt. Den är huvudsakligen en stannfågel, men kan röra sig till lägre regioner vintertid.

## Status och hot
Arten har ett stort utbredningsområde och en stor population med stabil utveckling och tros inte vara utsatt för något substantiellt hot. Utifrån dessa kriterier kategoriserar internationella naturvårdsunionen IUCN arten som livskraftig (LC). Världspopulationen har inte uppskattats men den beskrivs som lokalt vanlig till vanlig.

## Namn
Fågelns vetenskapliga namn är en hylling till den polska zoologen och samlaren Władysław Taczanowski (1819-1890).